# Stig Fredriksson (målare)
Stig Algot Bengt Fredriksson, född 3 september 1929 i Borgå, död där 25 november 2008, var en finländsk målare. 
Fredriksson besökte Fria målarskolan 1944–1949 och Finlands konstakademis skola 1947–1948. Han debuterade 1947. Hans konst utmärks av målerisk färgrikedom; många av hans arbeten är helt ägnade färgen, medan formen gestaltats med några enkla, men strama drag. Tidigare målade han ofta figurbilder och landskap med skärgårdsmotiv, men övergick senare i sina oljemålningar och akvareller till övervägande abstrakta kompositioner i vilka bollmotivet dominerade. Han verkade som lärare i måleri vid Borgå medborgarinstitut, Finlands konstakademis skola, Konstindustriella högskolan och Nordiska konstskolan i Karleby. Han var aktivt engagerad i nordiskt konstnärssamarbete och medverkade bland annat i Nordiskt Konstcentrum på Sveaborg. Han tilldelades pris ur Marcus Collins minnesfond 1995.